# Bordes-Uchentein
Bordes-Uchentein est une commune française située dans le département de l'Ariège, en région Occitanie.
De statut commune nouvelle, elle est issue le 1er janvier 2017 des anciennes communes des Bordes-sur-Lez et d'Uchentein.
Bordes-Uchentein est une commune rurale qui compte 216 habitants en 2022. Elle fait partie de l'aire d'attraction de Saint-Girons.
Le patrimoine architectural de la commune comprend cinq immeubles protégés au titre des monuments historiques : la chapelle d'Aulignac, inscrite en 1995, le dolmen d'Ayer, classé en 1889, l'église Notre-Dame d'Ourjout, classée en 1910, le Pont de Bordes-sur-Lez, inscrit en 1941, et l'église Saint-Étienne d'Uchentein, classée en 1941.

## Géographie

### Localisation
- 1Carte dynamique
- 2Carte OpenStreetMap
- 3Carte topographique
- 4Carte avec les communes environnantes

C'est une vaste commune de montagne située au sud-ouest du département de l'Ariège, dans le Couserans, et qui comprend sur son territoire l'emblématique mont Valier et sa réserve domaniale. Des passages pédestres vers l'Alt Aneu (comarque de Pallars-Sobirà), notamment par le col de la Pale de la Claouère (2 522 m), col assez difficile côté espagnol.
Uchentein est un village en soulane, c'est-à-dire particulièrement bien exposé, il offre un belvédère depuis le village et tout au long de la route plane conduisant à Balacet, commune proche. Ce parcours est adapté aux personnes ayant des difficultés à randonner et aux jeunes enfants.
Commune des Pyrénées située dans le Castillonnais, en Couserans, elle fait partie du parc naturel régional des Pyrénées ariégeoises.

### Communes limitrophes
| Les communes limitrophes sont Castillon-en-Couserans, Bethmale, Arrien-en-Bethmale, Bonac-Irazein, Balacet, Seix, Salsein et Audressein. Les limites communales de Bordes-Uchentein et celles de ses communes adjacentes. \| Salsein, Balacet \| Audressein \| Castillon-en-Couserans \| \| Bonac-Irazein \| Bordes-Uchentein \| Arrien-en-Bethmale \| \| Naut Aran ( Espagne) \| Alt Àneu ( Espagne) \| Bethmale, Seix \| |                     |                        |
| Salsein, Balacet | Audressein          | Castillon-en-Couserans |
| Bonac-Irazein | Bordes-Uchentein    | Arrien-en-Bethmale     |
| Naut Aran ( Espagne) | Alt Àneu ( Espagne) | Bethmale, Seix         |

### Géologie et relief
La commune est située dans les Pyrénées, une chaîne montagneuse jeune, érigée durant l'ère tertiaire (il y a 40 millions d'années environ), en même temps que les Alpes. Elle est traversée par la Faille nord-pyrénéenne, qui sépare la Zone axiale pyrénéenne (ZA) ou haute chaîne primaire de la Zone nord-pyrénéenne (ZNP), au nord. Les terrains affleurants sur le territoire communal sont constitués de roches sédimentaires datant pour certaines du Mésozoïque, anciennement appelé Ère secondaire, qui s'étend de −252,2 à −66,0 Ma, et pour d'autres du Paléozoïque, une ère géologique qui s'étend de −541 à −252,2 Ma (millions d'années). La structure détaillée des couches affleurantes est décrite dans les feuilles « no 1073 - Aspect » et « no 1074 - Saint-Girons » de la carte géologique harmonisée au 1/50 000ème du département de l'Ariège, et leurs notices associées.
La superficie cadastrale de la commune publiée par l’Insee, qui sert de références dans toutes les statistiques, est de 54,48 km2,. La superficie géographique, issue de la BD Topo, composante du Référentiel à grande échelle produit par l'IGN, est quant à elle de 49,48 km2. Son relief est particulièrement découpé puisque la dénivelée maximale atteint 2 290 mètres. L'altitude du territoire varie entre 548 m et 2 838 m.

### Hydrographie

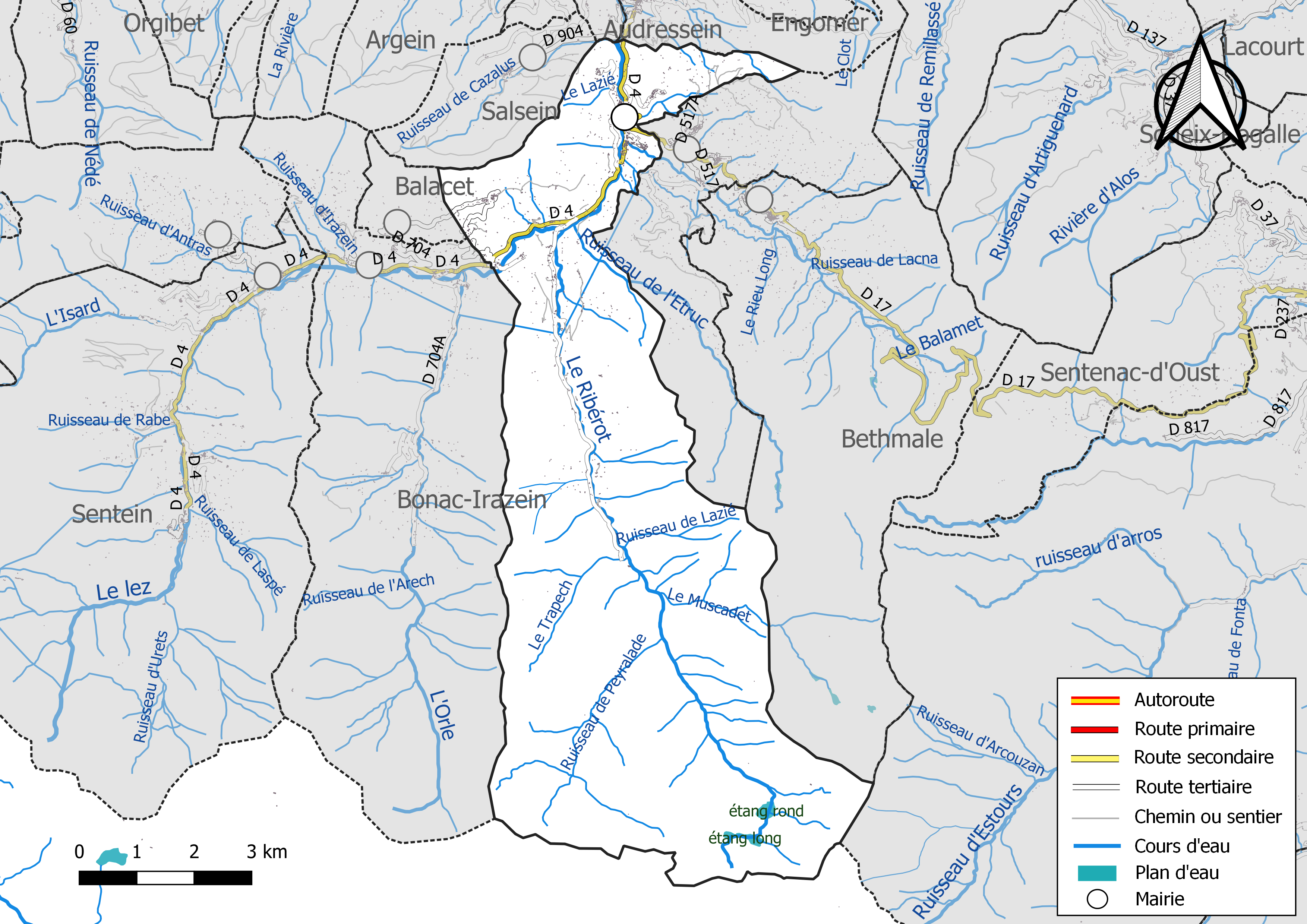
Réseaux hydrographique et routier de Bordes-Uchentein.

La commune est dans le bassin versant de la Garonne, au sein du bassin hydrographique Adour-Garonne. Elle est drainée par le Lez, le Riberot, le Balamet, le ruisseau de l'Etruc, le Lazié, le Muscadet, le Trapech, le ravin de Roule, le ruisseau d'Aouen, le ruisseau de Barlonguère, le ruisseau de Cazalus, le ruisseau de Gerbat, le ruisseau de Langue, le ruisseau de Lazié, et par divers petits cours d'eau, constituant un réseau hydrographique de 74 km de longueur totale,.
Le Lez, d'une longueur totale de 35,8 km, prend sa source dans la commune de Sentein et s'écoule du sud-ouest vers le nord-est. Il traverse la commune et se jette dans le Salat à Saint-Girons, après avoir traversé 11 communes.
Le Riberot, d'une longueur totale de 13,8 km, est entièrement situé sur la commune. Il prend sa source en amont de l'étang Long, près du pic de Sernaille, à l'extrémité sud de la commune, et se jette dans le Lez près du hameau de Ayer, en amont du bourg.

### Climat
Pour des articles plus généraux, voir Climat de l'Occitanie et Climat de l'Ariège.
En 2010, le climat de la commune est de type climat océanique dégradé des plaines du Centre et du Nord, selon une étude s'appuyant sur une série de données couvrant la période 1971-2000. En 2020, Météo-France publie une typologie des climats de la France métropolitaine dans laquelle la commune est exposée à un climat de montagne et est dans la région climatique Pyrénées centrales, caractérisée par une pluviométrie annuelle de 1 000 à 1 200 mm.
Pour la période 1971-2000, la température annuelle moyenne est de 11,4 °C, avec une amplitude thermique annuelle de 15,1 °C. Le cumul annuel moyen de précipitations est de 1 096 mm, avec 10,3 jours de précipitations en janvier et 7,5 jours en juillet. Pour la période 1991-2020, la température moyenne annuelle observée sur la station météorologique la plus proche, située sur la commune d'Augirein à 10 km à vol d'oiseau, est de 11,7 °C et le cumul annuel moyen de précipitations est de 1 257,9 mm,. Pour l'avenir, les paramètres climatiques de la commune estimés pour 2050 selon différents scénarios d'émission de gaz à effet de serre sont consultables sur un site dédié publié par Météo-France en novembre 2022.

## Urbanisme

### Typologie
Au 1er janvier 2024, Bordes-Uchentein est catégorisée commune rurale à habitat dispersé, selon la nouvelle grille communale de densité à 7 niveaux définie par l'Insee en 2022.
Elle est située hors unité urbaine. Par ailleurs la commune fait partie de l'aire d'attraction de Saint-Girons, dont elle est une commune de la couronne,. Cette aire, qui regroupe 70 communes, est catégorisée dans les aires de moins de 50 000 habitants,.

### Hameaux et lieux-dits
Les Bordes-sur-Lez détient deux églises car autrefois divisé en deux paroisses : Ourjout sur la rive gauche du Lez et Bordes qui a donné son nom au village sur la rive droite. Deux hameaux possèdent aussi des chapelles : Aulignac et Idrein. La fusion opérée avec Uchentein, effective en 2017, ajoute l'église Saint-Étienne.
La majeure partie de la superficie de la commune est composée de la vallée du Ribérot et de la haute montagne qu'elle dessert pour une grande part domaniale. Ayer est le seul hameau encore habité de cette vallée qui s'étend jusqu'à la frontière espagnole. La crête partant du Tuc de la Pale de la Clauère (2 677 m) jusqu'au Tuc de Mil (2 802 m) est commune avec la Catalogne espagnole mais c'est le Mont Valier (2 838 m), sommet emblématique du Couserans, qui est le pic le plus fréquenté de cette vallée grâce notamment au refuge des Estagnous (gardé à la belle saison).
Les Arts, Esperris, Seps, Lafajole.... sont des hameaux liés à l'ancienne commune d'Uchentein.

### Risques majeurs
Le territoire de la commune de Bordes-Uchentein est vulnérable à différents aléas naturels : inondations, climatiques (grand froid ou canicule), feux de forêts, mouvements de terrains, avalanche  et séisme (sismicité moyenne). Il est également exposé à un risque particulier, le risque radon,.

#### Risques naturels

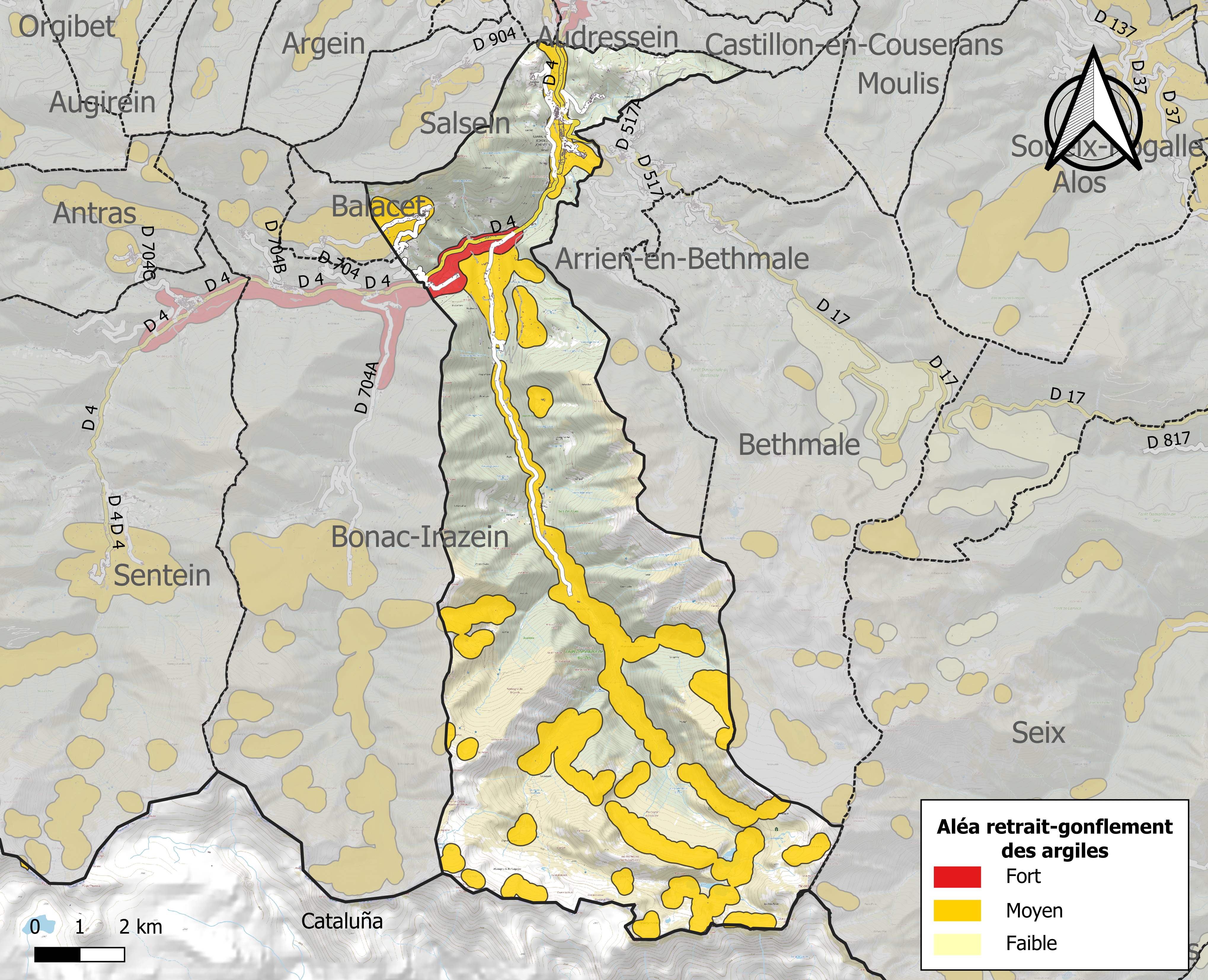
Zonage de l'aléa retrait-gonflement des argiles sur la commune de Bordes-Uchentein.

Certaines parties du territoire communal sont susceptibles d’être affectées par le risque d’inondation par crue torrentielle d'un cours d'eau, le Lens, ou ruissellement d'un versant.
Les mouvements de terrains susceptibles de se produire sur la commune sont soit des chutes de blocs, soit des glissements de terrains, soit des effondrements liés à des cavités souterraines, soit des mouvements liés au retrait-gonflement des argiles. Près de 50 % de la superficie du département est concernée par l'aléa retrait-gonflement des argiles, dont la commune de Bordes-Uchentein. L'inventaire national des cavités souterraines permet par ailleurs de localiser celles situées sur la commune.
Ces risques naturels sont pris en compte dans l'aménagement du territoire de la commune par le biais d'un plan de prévention des risques (PPR) inondation, mouvement de terrain et avalanche approuvé le 4 décembre 2015et le 18 octobre 2018 pour l'ancienne commune des Bordes-sur-Lez.

#### Risque particulier
Dans plusieurs parties du territoire national, le radon, accumulé dans certains logements ou autres locaux, peut constituer une source significative d’exposition de la population aux rayonnements ionisants. Toutes les communes du département sont concernées par le risque radon à un niveau plus ou moins élevé. Selon la classification de 2018, la commune de Bordes-Uchentein est classée en zone 3, à savoir zone à potentiel radon significatif.

## Histoire

### Préhistoire
Un menhir de deux mètres de haut, situé au lieu-dit les Arz à Uchentein, a été signalé en 1882 par Félix Pasquier, archiviste de l'Ariège à Foix et membre de la Société ariégeoise des sciences, lettres et arts. L'abbé David Cau-Durban signale la découverte d'ossements humains, de fragments de poterie et 27 objets de bronze datés de l’âge du fer, ces derniers outils été trouvés en 1880 au lieudit Grotte / Garrides de Bacher ou encore Garricks de Bacher à Uchentein.
Le dolmen d'Ayer est classé monument historique depuis 1889.

### Moyen Âge
Parmi les ponts remarquables du département, le pont à Ourjout a été construit dès la seconde moitié du XIIIe siècle. Les chapelles d'Ourjout et d'Aulignac remontant également au Moyen Âge.
En 2012, des peintures murales romanes ont été découvertes dans l'église Saint-Pierre du hameau d'Ourjout lors de travaux de restauration. Pour la DRAC, ces œuvres dateraient du XIIe siècle et elles sont comparables en de nombreux points aux peintures du Maître de Taüll. En décembre 2014, le préfet de région Pascal Mailhos annonce la restauration et la valorisation de cette fresque romane dont l'état de conservation est exceptionnel.
Pour en savoir plus, vous pouvez visiter le site Internet de l'association Patrimoine Art Culture de Bordes-Uchentein.

### Carrières de marbre réputées
À Uchentein, un marbre beige teinté de rosé, veiné de vert ou de rouge appelé l’Escalette en était extrait jusqu'en 1977. Destiné à l'export vers les États-Unis, il fut également en France l'apparat de bâtiments notamment à la Défense, Lyon, Bordeaux, Tours... Si Raymond Lizop (1879-1969), professeur à l'Université de Toulouse et membre de la Société française d'archéologie, a démontré que les marbres de la haute vallée du Lez ont été exploités dans l'Antiquité, ni le baron de Dietrich, ni Louis Marrot ne font état de l'existence de carrières à Uchentein du XVIIIe siècle au début du XIXe. Ils ne signalent pas non plus une quelconque tradition antérieure. L'exploitation n'en est du reste documentée qu'à partir de 1920.
Ces carrières de marbre, d'accès difficile, sont situées à 1 215 m d'altitude. Un sentier de randonnée balisé offre une immersion dans les vestiges de ces carrières. Il en était extrait des blocs taillés avec des câbles d'acier, pesant jusqu'à 14 tonnes. Descendus sur un chariot retenu par un câble, ils étaient ensuite transportés dans l'Hérault pour y être débités et polis.

### Le chemin de la Liberté à son point haut
Lors de la Seconde Guerre mondiale, la frontière franco-espagnole devient une possibilité de transit pour de nombreuses personnes fuyant le régime nazi ou voulant poursuivre le combat au sein de la France libre. Le chemin de la Liberté de Saint-Girons à Esterri d'Àneu passait au refuge des Estagnous, puis franchissait la frontière par le col de la Pale de la Claouère où une stèle rend hommage aux Passeurs.

## Politique et administration

### Découpage territorial
La commune de Bordes-Uchentein est membre de la communauté de communes Couserans-Pyrénées, un établissement public de coopération intercommunale (EPCI) à fiscalité propre créé le 18 novembre 2016 dont le siège est à Saint-Lizier. Ce dernier est par ailleurs membre d'autres groupements intercommunaux.
Sur le plan administratif, elle est rattachée à l'arrondissement de Saint-Girons, au département de l'Ariège, en tant que circonscription administrative de l'État, et à la région Occitanie.
Sur le plan électoral, elle dépend du canton du Couserans Ouest pour l'élection des conseillers départementaux, depuis le redécoupage cantonal de 2014 entré en vigueur en 2015, et de la première circonscription de l'Ariège  pour les élections législatives, depuis le redécoupage électoral de 1986.

### Communes déléguées
| Nom                        | Code Insee | Intercommunalité      | Superficie (km2) | Population (dernière pop. légale) | Densité (hab./km2) |
| -------------------------- | ---------- | --------------------- | ---------------- | --------------------------------- | ------------------ |
| Les Bordes-sur-Lez (siège) | 09062      | CC Couserans-Pyrénées | 50,46            | 165 (2014)                        | 3,3                |
| Uchentein                  | 09317      | CC Couserans-Pyrénées | 4,02             | 20 (2014)                         | 5                  |

### Liste des maires
| Période      | Période                    | Identité        | Étiquette | Qualité |
| ------------ | -------------------------- | --------------- | --------- | ------- |
| janvier 2017 | En cours (au janvier 2017) | Patrick Laffont | DVG       | Employé |

## Population et société

### Démographie
L'évolution du nombre d'habitants est connue à travers les recensements de la population effectués dans la commune depuis sa création.

En 2022, la commune comptait 216 habitants, en évolution de +22,03 % par rapport à 2016 (Ariège : +1,48 %, France hors Mayotte : +2,11 %).
| 2015 | 2020 | 2022 |
| ---- | ---- | ---- |
| 182  | 212  | 216  |

### Loisirs et festivités
- La fête du village a lieu tous les ans durant le week-end de Pentecôte.

## Économie
- Usine hydroélectrqiue EDF de Bordes
- Restaurant : "Le Sainte-Hélène", cuisine traditionnelle du terroir, à Bordes.
- Restaurant et gîte : "La Maison du Valier", auberge de montagne et gîte d'étape au départ des randonnées du massif du mont Valier, au plat de la Lau, à l'extrémité de la vallée du Ribérot.
- Refuge des Estagnous[36] : situé à 2 246 m d'altitude sur le mont Valier (2 848 m), ouvert de juin à octobre (vérifier les dates de début et fin de saison, la météo du jour, réservation obligatoire, longue marche assez difficile avec chaussures et vêtements appropriés, coupe-faims), repas et nuitées (72 places en dortoir). Une via ferrata relie le refuge à l’étang long. Surplombant l’étang rond, elle permet une découverte de la verticalité en sécurité et un point de vue de grande qualité. Avec un départ possible depuis le refuge ou de l’étang Long, l'itinéraire total orienté ouest est de 1 200 m, dont 620 m équipés en deux parties et pour 150 m de dénivelé. La durée aller est de 2 h 30. Cette via ferrata est classée en difficulté D, c'est-à-dire difficile.

## Culture locale et patrimoine

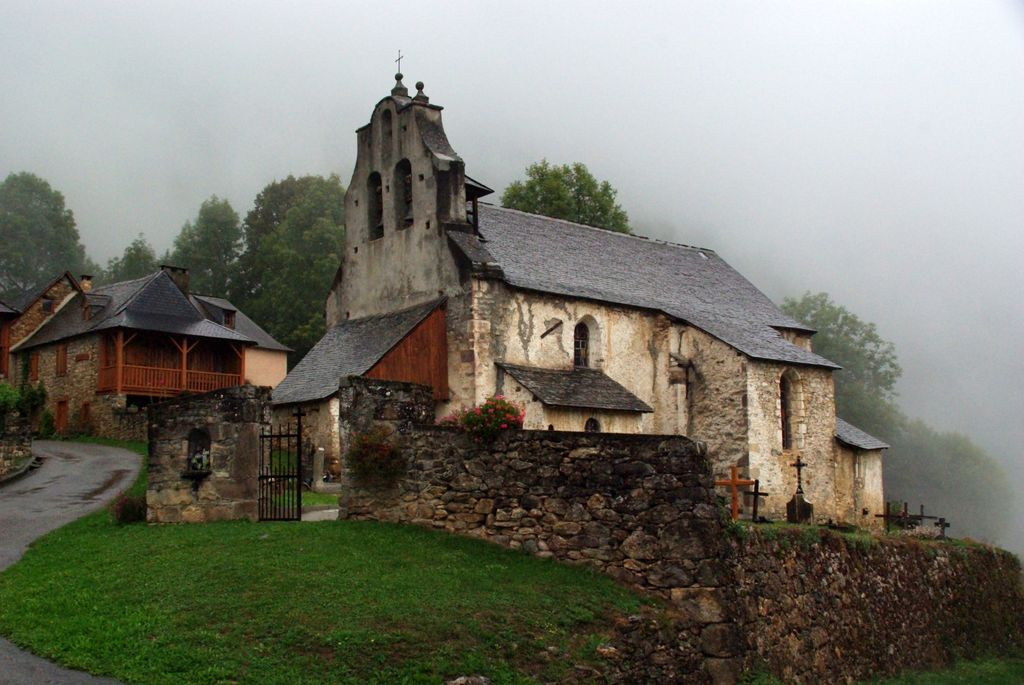
Église Saint Étienne, à Uchentein.

La commune compte un patrimoine préhistorique et historique important et remarquable mis en valeur et sauvegardé notamment par l'association Patrimoine Art Culture de Bordes-Uchentein. Des conférences et visites sont régulièrement organisées.
Le patrimoine naturel est étendu et également remarquable, notamment avec le massif du mont Valier, les lacs d'altitude et cascades, les gouffres...

### Lieux et monuments
- Église Saint-Pierre d'Ourjout, classée en 1910
- Chapelle d'Aulignac (XIIIe siècle), inscrite à l'inventaire des monuments historiques en 1995[38].
- Pont de Bordes-sur-Lez (XIIIe siècle) inscrit en 1941
- Église Saint-Étienne d'Uchentein (XVIIIe siècle), classée en 1995.
- Église Saint-Germier des Bordes-sur-Lez.
- Église Saint-Jean-Baptiste d'Idrein.
- Dolmen d'Ayer, classé en 1889
- Dolmen de l'Auerde
- Refuge des Estagnous sur la voie en randonnée du mont Valier par le col de Faustin
- étang Long et étang Rond, près du Mont Valier, pic de Barlonguère...
- Cascade de Nérech sur le cours du Ribérot.
- Gouffre du Pourtillou, jusqu'à -332 m de dénivelé.

### Personnalités liées à la commune
- David Cau-Durban (1844-1908), abbé de Bordes-sur-Lez et archéologue-historien du Couserans, auteur de nombreux ouvrages historiques.
- Josette Elayi née Escaich (1943), historienne du Moyen-Orient née aux Bordes-sur-Lez.
- Jean-Louis Georgelin (1948-2023), général d'armée, ancien chef d'état-major des Armées, et responsable de la reconstruction de la cathédrale Notre-Dame de Paris de 2019 décède le vendredi 18 août 2023 en contrebas du col du Faustin, sur le territoire communal, lors d'une randonnée au mont Valier[39].

### Héraldique
| Blason de Bordes-Uchentein | Blason  | Écartelé: au 1 palé de gueules et d'or, au 2 d'azur à une montagne de gueules, le sommet enneigé d'or, chargée d'un berger de sable accompagné de deux moutons paissant d'argent, au 3 de gueules à la tête d'isard coupée et contournée de sable ombrée d'argent, au 4 palé d'or et de gueules. * Il y a là non-respect de la règle de contrariété des couleurs : ces armes sont fautives (sable sur gueules et gueules sur azur). |
| Blason de Bordes-Uchentein | Détails | Créé par JF Binon.Adopté le 1er mars 2019. |

## Pour approfondir